# جاش دین
جاش دین (انگلیسی: Josh Dean؛ زادهٔ ۳ دسامبر ۱۹۷۹) بازیگر تئاتر، بازیگر سینما، فیلم‌نامه‌نویس، و صداپیشه اهل کانادا است.
از فیلم‌ها یا برنامه‌های تلویزیونی که وی در آن نقش داشته‌است می‌توان به کسل اشاره کرد.